# پشتکوه (استان ایلام)

پشتکوه یا همان پشتکوهِ لرستان منطقه‌ای قدیمی تاریخی در غرب ایران است که امروزه تقریباً با استان ایلام مطابقت دارد. ساکنان این سرزمین‌ها شامل مردم لر، مردم لک و مردم کرد بوده‌اند.
دانشنامه ایرانیکا برخی ایلات ساکن پشتکوه را نیز عرب معرفی کرده‌است. در اسناد قدیمی این منطقه پشتکوه نامیده‌ شده است.
از آغاز پادشاهی شاهان صفوی، منطقه لُر کوچک به لرستان فِیلی معروف شد و لرستان فیلی در زمان سلطنت آقامحمدخان قاجار (۱۲۱۰–۱۲۱۱ق/۱۷۹۶–۱۷۹۷م) به دو منطقه پیشکوه و پشتکوه تقسیم گردید.
هنری راولینسون که در ۱۸۳۶ از پشتکوه دیدن کرده، اغلب ایلات پشتکوه را «علی‌اللهی» معرفی می‌کند که به پیروان دین یارسان گفته می‌شود.

## جغرافیا
منطقه پشتکوه، در قسمت غربی سرزمین لرستان قدیم است که رشته کوه کبیرکوه آن را از لرستان پیشکوه جدا می‌سازد و قرار گرفتن آن در پشتِ (مغرب) این کوه، وجه تسمیه نام آن است. در منابع قرن سیزدهم از این منطقه نام برده شده‌است. این منطقه از شمال غرب به سرزمین کلهرها، از شمال شرق و جنوب شرق به رودخانه سمیره و کرخه، و از جنوب و جنوب غرب به جلگه بین‌النهرین محدود است. جغرافیای لرستان از جنوب کرمانشاهان شروع و به خوزستان ختم می‌شده‌است. کبیرکوه به عنوان حد فاصل بین لرستان پیشکوه و لرستان پشتکوه به‌شمار می‌رفت. پشتکوه بیش‌تر از پیشکوه شناخته شده‌است، زیرا در سده ۱۳ ه‍.ق/۱۹م، فرمانروایانی بر این ناحیه حکومت کرده‌اند که توانسته بودند نظم را در این سرزمین برقرار سازند. منطقه پشتکوه به سبب مرز مشترک با عراق، همواره از اهمیت بیشتری از منطقه پیشکوه برخوردار بوده‌است. ولایت تاریخی ماسبدان از ولایت‌های پهله باستان، بخش عمده‌ای از منطقه پشتکوه را در بر می‌گرفته‌است. منطقه پشتکوه به دو صفحه: صفحه کرد و صفحه مهکی تقسیم می‌شد.

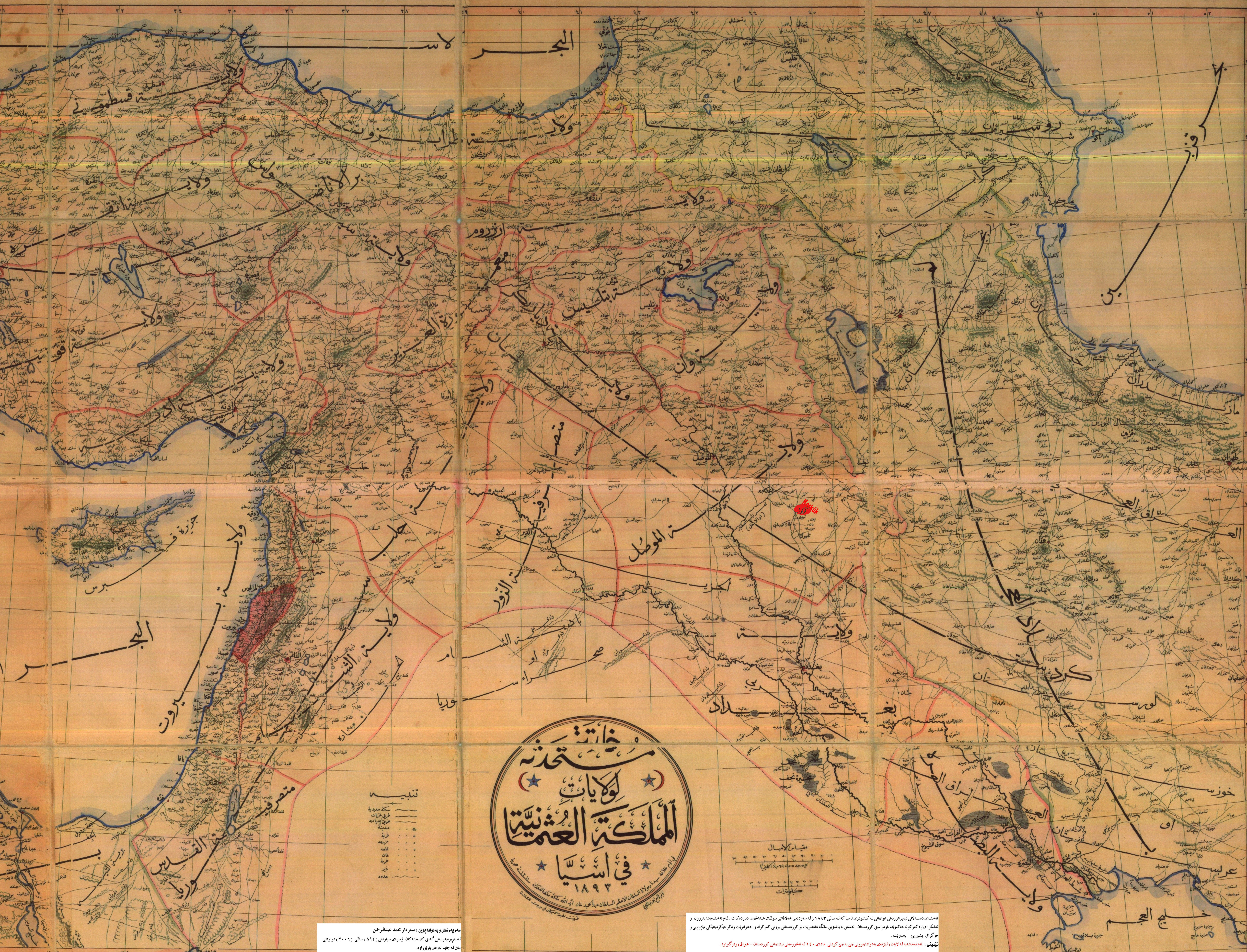
نقشه عثمانی سال ۱۸۹۳ میلادی، در این نقشه بخش عمده پشتکوه جزو کردستان، و بخش دیگر پشتکوه جزو لرستان است.

## مردم

### کرد
اکثریت جمعیت پشتکوه را کردها تشکیل می‌دهند. کردهای پشتکوه از اصلی‌ترین و قدیمی‌ترین ساکنان پشتکوه هستند. کردهای پشتکوه از کردهای فیلی هستند.
کردهای فیلی در جنوب غربی کرمانشاه، ایلام و مناطقی از عراق ساکن هستند و به گویش کردی فیلی (ایلامی) که از گویش‌های کردی جنوبی است، صحبت می‌کنند. دانشنامه ایرانیکا تذکر داده‌است که این گویش با لری فیلی (لری شمالی) اشتباه گرفته نشود.
کردهای فیلی پشتکوه (استان ایلام) عمدتا به دو شاخه ایل کرد و مهکی تقسیم می‌شدند. ایلات و طوایف مهکی در مناطق شمالی و طوایف کرد در مناطق جنوبی پشتکوه ساکن هستند.
ایلام از اواخر قرن ششم تا ۱۳۰۷ تحت حاکمیت والیان لرستان قرار داشت و همین امر باعث شده‌بود که بعضی از نویسندگان در این دوره، از ساکنان ایلام به عنوان "لر" یا "لر فیلی" یاد کنند. ولی در عین حال نویسندگان و سیاحانی که خودشان به منطقه‌ی ایلام سفر کرده‌ یا اطلاع کافی داشته‌اند، به معرفی کردهای پشتکوه پرداخته‌اند.
دانشنامه ایرانیکا بخش‌های کردنشین ایران امروزی را عمدتاً شامل استان‌های کرمانشاهان، کردستان، آذربایجان غربی و ایلام (پشتکوه)  دانسته است.
ژاک دو مورگان منطقه پشتکوه را همانند مکری، گروس، صحنه و ... از جمله مناطق سکونت کردها معرفی کرده است و کردهای ایران را ساکن در رشته جبال زاگرس واقع بین آرارات و رودخانۀ سیمره دانسته است.
محمد امین زکی‌بگ در کتاب زبدهٔ تاریخ کرد و کردستان می‌نویسد:
«گویش کردی ایلامی، بدون شبهه از فارسی بیشتر به کرمانجی شرقی نزدیکتر است و خود آنان بر این موضوع واقفند و در کرد بودن خود هیچ شک و شبهه‌ای ندارند.»
«در سال ۱۹۱۶، بر حسب وظیفه‌ای رسمی به لرستان سفر نمودم و در نزد والی (پشتکوه)(استان ایلام)، مدتی اقامت کردم و مقداری تحقیق قومی و اجتماعی نمودم، غالباً به کردی با والی و همراهان او، صحبت می‌نمودم و به آسانی و راحتی مطالب خود را به آنان تفهیم می‌کردم و به مطلب آنان پی می‌بردم و به من معلوم شد که اختلاف زبان کرمانجی شرقی با زبان کردی ایلامی از اختلاف زبان کرمانجی غربی بیشتر نمی‌باشد.»

### لر
بخش دیگری از ساکنان پشتکوه را لرها تشکیل می‌دهند. لرهای پشتکوه بیشتر در مناطق جنوبی پشتکوه ساکن هستند و در زمان والیان پشتکوه، بخش زیادی از عمله والی را تشکیل می‌دادند. برخی از طوایف لر مانند کایدخورده و شوهان از قدیم در پشتکوه ساکن بوده‌اند، البته برخی این دو را برادر دانسته و اصالتا از طوایف چهارلنگ بختیاری دانسته‌اند. بعضی از طوایف لر مانند رشنو و حیدری، در اوایل دوره قاجار به همراه حسن‌خان والی از پیشکوه به پشتکوه مهاجرت کردند. بخشی از ایل لرتبار دیناروند نیز در اوایل دوره قاجار با رفتن والیان به پشتکوه از دشت کرگاه (جنوب‌غربی شهر خرم آباد) به پشتکوه مهاجرت کردند. البته برخی، دیناروندها را کرد دانسته‌اند.  استارک زیباترین ساکنان شهر بغداد را، لرهای پشتکوهی دانسته‌است و بنا به نوشته او، پشتکوهیان در نمایشی که هرسال یک‌بار در بغداد برپا می‌کنند، طرز زندگی و نیز منطقه خویش را به تماشاچیان نشان می‌دهند و ترانه‌هایی با صدای بلند می‌خوانند که مانند آواهای نواحی کوهستانی آلپ است. همه صحنه‌های این نمایش را می‌توان در خود سرزمین پشتکوه به چشم دید. 
از نوشته‌های برخی از گردشگران که به پشتکوه رفته‌اند، چنین برمی‌آید که لرهای این سرزمین چهره و اندامی زیبا داشته، و مردمانی دلیر بوده‌اند.دانشنامه ایرانیکا از فیلی‌ها به عنوان گروهی از مردم لر در نزدیکی خرم‌آباد یاد کرده‌است اما در عین حال در مورد فیلی‌های پشتکوه گفته‌است که اطلاعات کمی وجود دارد.

## نامگذاری
ظاهراً قدیمی‌ترین نام منطقه پشتکوه، «آریوخ» بوده و تا قبل از سده هفتم تا سیزدهم، این منطقه به «اریوحان» شهرت داشته‌است و شاید محل حَرا که مربوط به اسارت یهودیان است، در همان حوالی باشد. بنیامین تودِلایی این محل را «ارین»، استرابو «ماساباتیس»، پلینی، «مزوباتن» و بطلمیوس ساکنان آنجا را «سامباتایی» و دیونوسیوس «مزاباتایی» نامیده‌است. دیودوروس در شرح لشکرکشی اسکندر، این محل را «سمبنه» می‌نامد. ظاهراً، پیش از اسکندر نام آریوخ به سَبَد یا سَبَدان تغییر کرد و با پیشوند ماه (منطقه)، به صورت ماه سبدان درآمد که حدود آن کمابیش با حدود پشتکوه منطبق است
در دوره مغول پشتکوه و پیشکوه به لر کوچک معروف و در قرن دهم این دو منطقه لرستان فیلی نامیده می‌شد و اداره پشتکوه در اختیار اتابکان لر بود بعد از انقراض سلسله اتابکان لر کوچک توسط شاه عباس اداره حکومت لرستان به حسین خان والی از بستگان شاهوردی خان آخرین اتابکان لر سپرده شد. زمامداری والیان از ۱۰۰۶ تا ۱۳۴۸ هجری قمری به طول انجامید و حکمرانی آنها همزمان با سلسله صفویه، افشاریه، زندیه، قاجار و پهلوی بود.

درخواست رؤسا و سران ایلات و طوایف پشتکوه (استان ایلام) برای جدایی از لرستان و تفکیک حوزه انتخابیه ایلام از خرم آباد. در این سند، این منطقه پشتکوه نامیده شده است.

## تاریخ

### حکومت آل حسنویه
بعد از پنج قرن از حکومت اعراب بر ایران، این سلسله کردتبار بر پشتکوه حکومت کردند. پشتکوهِ لرستان حدود دو قرن یکی از شهرهای مهم و تأثیرگذار در حکومت آل حسنویه بود.از اوایل قرن چهارم تا اوایل قرن ششم پشتکوه به عنوان یک شهر مهم برای مدتی هم به عنوان پایتخت فصلی حکومت آل حسنویه درآمد. پشتکوه در طول تاریخ همواره به عنوان یکی از مراکز مهم کرد زبان‌ها در ایران مطرح بوده‌است و حاکمیت لرهای فیلی برای دورانی بر آن دیار نتوانست بر کاهش تفاوت‌های فرهنگی و زبانی بین مردم آنجا و حاکمان لر آن موقع تأثیرگذار باشد و برخی نویسندگان هم با عنوان منطقه مهم کردنشین لرستان و ایران از آن یاد کرده‌اند که از نظر زبان و فرهنگ با حاکم‌های لر تفاوت‌های زیادی داشتند.

### والیان فیلی
والیان فیلی از ۵۸۰ تا ۱۰۰۶ ق/۱۱۸۴ تا ۱۵۹۷ م بر این سرزمین حکومت کردند. با کشته شدن شاه‌وردی‌خان، واپسین اتابک لر در ۱۰۰۶ق به فرمان شاه‌عباس کبیر، فرمانروایی آنان در پشتکوه و پیشکوه پایان پذیرفت و به جای آنان، حکومت سلسلهٔ دیگری از فرمانروایان لُر به نام والیان فیلی بر این سرزمین آغاز گردید. حکومت والیان تا ۱۲۱۱ق/۱۷۹۶م به درازا کشید و در این هنگام، آقامحمدخان قاجار پس از برانداختن سلسلهٔ زندیه به منظور کاستن از قدرت والی لرستان، پشتکوه را از دیگر نقاط لرستان جدا کرد و از این پس، قلمرو والی، تنها به پشتکوه محدود گردید. والی در همان سال از اقامتگاه خود در خرم‌آباد نقل مکان کرد و به همراه بخش‌هایی از طایفه‌ها، به پشتکوه عقب نشست. به همین سبب، از آغاز سلطنت فتحعلی شاه قاجار، عنوان والی لرستان به والی پشتکوه تبدیل شد. به هنگام سلطنت فتحعلی‌شاه، والیگری پشتکوه با حسن‌خان بود، و او از حکومت مرکزی ایران فرمانبرداری می‌کرد و مرکز حکومت را از خرم‌آباد به ایلام منتقل ساخت.
از مشهورترین والیان پشتکوه، می‌توان حسینقلی‌خان ابوقداره را نام برد که مردی جنگجو و کاردان بود. او در موضوع اختلاف مرزی، با عربها به جنگ پرداخت و آنها را تا کرانهٔ دجله عقب راند.

### دوره قاجار
تا پیش از روی کار آمدن قاجاریه تمام منطقه لرستان زیر نظر والی «حسین خان» به صورت سرزمینی نیمه مستقل اداره می‌شد و مرکز آن شهر خرم‌آباد بود.

مهم‌ترین والیان پشتکوه عبارتند از:
1. حسن خان والی
2. حیدرخان والی
3. حسینقلی خان ابوقداره
4. غلامرضاخان ابوقداره

در جنگ جهانی اول، نام پشتکوه به سبب نزدیکی به مرز در بسیاری از منابع به عنوان منطقه‌ای مهم ذکر شده‌است.

### دوره پهلوی
در دوره رضا شاه، علی‌رغم برخی مقاومت‌ها، از نفوذ خان‌ها کاسته شد و پشتکوه تحت اداره حکومت مرکزی درآمد. در ۱۳۰۲ خورشیدی، در پی لشکرکشی فرماندهان نظامی به لرستان، خان‌ها در پشتکوه سلاحهای خود را تحویل دادند که تمامی آنها سوزانده شد. در همان سال حسین آبادِ پشتکوه که مقرّ تیمسار کوپال بود به محاصره یدالله خان، پسر والی اسبق، و عده‌ای از اهالی پشتکوه درآمد اما نیروی اعزامی از کرمانشاهان محاصره را در هم شکستند. در سال ۱۳۰۷ ش/۱۹۲۸ م، ارتش منظم و متحد جدید، به فرماندهی صادق‌خان کوپال، به‌سوی پشتکوه حرکت کرد. غلامرضاخان والی نیز با در نظر گرفتن وضعیت و تجهیزات طرف مقابل، بدون جنگ تسلیم شد. او با جمع‌آوری تمام اموالش، به املاک شخصی خود در شهر بغداد عراق پناه برد. درنتیجه، نیروهای دولتی با تسلط بر پشتکوه آن منطقه را زیر نظارت مستقیم دولت قرار دادند.